# Пам'ятки культурної спадщини Борсуківської громади
У статті наведений перелік об'єктів культурної спадщини Борсуківської громади Кременецького району Тернопільської области України.

## Пам'ятки археології
| №  | Назва                              | Дата | Адреса | Охоронний номер | Документ про взяття на облік                                                                                                  |
| -- | ---------------------------------- | --- | --- | --------------- | --- |
| 1  | Поселення Борсуки І                | черняхівська культура (ІІІ-IV ст. н. е.) | с. Борсуки, урочище На Горбку біля греблі | 470             | Рішення виконкому Тернопільської обласної ради від 22.03.1971 № 147                                                           |
| 2  | Поселення Борсуки ІІ               | комарівсько-тшинецька культура (XV – ХІІ ст. до н. е.); черняхівська культура (ІІІ-IV ст. н. е.); давньоруський час (Х-ХІІІ ст.)                                                          | с. Борсуки, урочище Виспа, навпроти місцевості Борщівський кругляк                                                                                             | 2553            | Рішення виконкому Тернопільської обласної ради від 14.07.1989 № 162                                                           |
| 3  | Поселення Борсуки ІІІ              | підкарпатська культура шнурової кераміки (ХІХ- XVI ст. до. н. е.) | с. Борсуки, в 500 м на схід від рибгоспу "Борщівка" | 2552            | Рішення виконкому Тернопільської обласної ради від 14.07.1989 № 162                                                           |
| 4  | Поселення Борсуки IV               | комарівсько-тшинецька культура (XV – ХІІ ст. до н. е.) | с. Борсуки, на лівому березі р. Горинь, нижче дамби на мисі в районі старого глиняного кар'єру                                                                 | 1372            | Наказ управління культури обласної державної адміністрації від 27.01.2010 № 16                                                |
| 5  | Стоянка Борщівка І                 | пізній палеоліт (40-10 тис. років тому) | с. Борщівка, північно-східні околиці | 2556            | Розпорядження Представника Президента України у Тернопільській області від 25.06.1992 № 148                                   |
| 6  | Двошарове поселення Борщівка ІІІ   | енеоліт-бронза (IV-ІІ тис. до н.е.); давньоруський час (Х-ХІІІ ст.) | с. Борщівка, урочище Хутір Гроцко | 2557            | Розпорядження Представника Президента України у Тернопільській області від 25.06.1992 № 148                                   |
| 7  | Поселення Борщівка IV              | комарівсько-тшинецька культура (XV – ХІІ ст. до н. е.); черняхівська культура (ІІІ-IV ст. н. е.); давньоруський час (ХІІ – ХІІІ ст.)                                                      | с. Борщівка, південно-західна частина села, лівий берег р. Горинь                                                                                              | 1603            | Наказ управління культури обласної державної адміністрації від 27.01.2010 № 16                                                |
| 8  | Борщівка V                         | енеоліт –бронза; черняхівська культура (ІІІ-IV ст. н. е.) | с. Борщівка, західна частина села, мисоподібний виступ, утворений вигином балки з струмком                                                                     | 1604            | Наказ управління культури обласної державної адміністрації від 27.01.2010 № 16                                                |
| 9  | Крем’яна майстерня Борщівка VI     | рання бронза | с. Борщівка, 1,5 км на захід від села, ІІІ надзаплавна тераса правого берега струмка                                                                           | 1605            | Наказ управління культури обласної державної адміністрації від 27.01.2010 № 16                                                |
| 10 | Поселення та городище Борщівка VII | бронза-ранній залізний вік (ІІ-І тис. до н. е.); давньоруський час (Х-ХІІІ ст.) | с. Борщівка, урочище Городище, за 200 м від південно-східного краю с. Борщівка, на високому лівому березі р. Горинь. Вал зберігся тільки над береговою терасою | 4454-Тр         | Рішення виконкому Тернопільської обласної ради від 14.07.1989 № 162, Наказ Міністерства культури України від 18.04.2017 № 325 |
| 11 | Поселення Борщівка VIII            | давньоруський час (Х-ХІІІ ст.) | с. Борщівка, урочище Галисько | 2555            | Рішення виконкому Тернопільської обласної ради від 14.07.1989 № 162                                                           |
| 12 | Поселення Маневе І                 | ранній залізний вік (І тис. до н. е.) | с. Маневе, на захід від села, правий берег р. Горинь | 2582            | Наказ управління культури обласної державної адміністрації від 18.10.2005 № 112                                               |
| 13 | Поселення Маневе ІІ                | палеоліт, мезоліт, комарівська культура (XV – ХІІ ст. до н. е.), давньоруський час (Х-ХІІІ ст.)                                                                                           | с. Маневе, східні околиці, при виїзді з села до Снігурівка, правий берег Горині                                                                                | 2583            | Наказ управління культури обласної державної адміністрації від 18.10.2005 № 112                                               |
| 14 | Поселення Нападівка І              | могилянська група скіфського часу (друга половина VII – початок VI ст. до н. е.) | с. Нападівка, урочище Киптиха, на північ від села | 2584            | Наказ управління культури обласної державної адміністрації від 18.10.2005 № 112                                               |
| 15 | Майстерня крем’яна Передмірка І    | недатовано | с. Передмірка, правий берег р. Горинь, на 100 м вище греблі при впадіння в Горинь струмка, на високому горбі з крутими схилами                                 | 2587            | Наказ управління культури обласної державної адміністрації від 18.10.2005 № 112                                               |
| 16 | Городище Передмірка ІІ             | палеоліт (?), період бронзи – ранній залізний вік (І тис. до н. е.), давньоруська культура (Х-ХІІІ ст.), пізнє середньовіччя (XV-XVII ст.)                                                | с. Передмірка, урочище Замок, лівий берег р. Горинь, коло млина                                                                                                | 2588            | Наказ управління культури обласної державної адміністрації від 18.10.2005 № 112                                               |
| 17 | Двошарове поселення Синівці І      | черняхівська культура (ІІІ-IV ст. н. е.); давньоруський час (Х-ХІІІ ст.) | с. Синівці, урочище Зарудка | 2591            | Рішення виконкому Тернопільської обласної ради від 14.07.1989 № 162                                                           |
| 18 | Поселення Снігурівка І             | пізній палеоліт (40-10 тис. років тому), трипільська культура (IV-кінець ІІІ тис. до н.е.), комарівсько-тшинецька культура (XV – ХІІ ст. до н. е.), ранній залізний вік (І тис. до н. е.) | с. Снігурівка, урочище Горошки, вул. Набережна, північна околиця села, дуже пологий схил правий берег Горині, при впадінні в неї струмка                       | 2592            | Наказ управління культури обласної державної адміністрації від 18.10.2005 № 112                                               |
| 19 | Поселення Снігурівка ІІ            | могилянська група скіфського часу (друга половина VII – початок VI ст. до н. е.) | с. Снігурівка, південно-західні околиці села, І-ІІ тераси лівого берега річки, південний схил пагорба                                                          | 1271            | Наказ управління культури обласної державної адміністрації від 27.01.2010 № 16                                                |
| 20 | Поселення Чайчинці І               | могилянська група скіфського часу (друга половина VII – початок VI ст. до н. е.) | с. Чайчинці, північно-східні околиці села, лівий берег річки, І-ІІ-а тераси мисоподібного пагорба, південий схил                                               | 1272            | Наказ управління культури обласної державної адміністрації від 27.01.2010 № 16                                                |

## Пам'ятки архітектури
| №  | Назва                                       | Дата    | Адреса              | Охоронний номер | Документ про взяття на облік                                         |
| -- | ------------------------------------------- | ------- | ------------------- | --------------- | -------------------------------------------------------------------- |
| 1. | Церква св. Миколая (мур.)                   | 1892 р. | с. Борсуки          | 1614            | рішення Тернопільського облвиконкому від 31.03.1992 р. № 30          |
| 2. | Церква св. Михаїла (мур.)                   | 1930 р. | с. Великі Куськівці | 1623            | рішення Тернопільського облвиконкому від 31.03.1992 р. № 30          |
| 3. | Церква Ікони Казанської Божої Матері (дер.) | 1742 р. | с. Нападівка        | 1640            | рішення Тернопільського облвиконкому від 31.03.1992 р. № 30          |
| 4. | Церква Параскеви (дер.)                     | 1744 р. | с. Передмірка       | 1642            | рішення Тернопільського облвиконкому від 31.03.1992 р. № 30          |
| 5. | Каплиця (дер.)                              | ХІХ ст. | с. Передмірка       | 1643            | рішення Тернопільського облвиконкому від 31.03.1992 р. № 30          |
| 6. | Церква Різдва Богородиці (мур.)             | 1938 р. | с. Піщатинці        | 1970            | розпорядження Представника Президента України від 22.02.1993 р. № 58 |
| 7. | Церква Успення (дер.)                       | 1870 р. | с. Синівці          | 1646            | рішення Тернопільського облвиконкому від 31.03.1992 р. № 30          |
| 8. | Церква Успення Богородиці (дер.)            | 1926 р. | с. Снігурівка       | 1647            | рішення Тернопільського облвиконкому від 31.03.1992 р. № 30          |
| 9. | Церква Воздвиження Чесного Хреста (дер.)    | 1776 р. | с. Чайчинці         | 1651            | рішення Тернопільського облвиконкому від 31.03.1992 р. № 30          |

## Пам'ятки історії
| №  | Назва                                                                     | Дата    | Адреса                                                       | Охоронний номер | Документ про взяття на облік                                                                      |
| -- | ------------------------------------------------------------------------- | ------- | ------------------------------------------------------------ | --------------- | ------------------------------------------------------------------------------------------------- |
| 1  | Пам’ятний знак воїнам-землякам, які загинули в роки Другої світової війни | 1967 р. | с. Борсуки, вул. Т. Шевченка                                 | 432             | Рішення виконкому Тернопільської обласної ради від 22.03.1971 р. № 147                            |
| 2  | Могила воїна УНР Петрука Андрія                                           |         | с. Борщівка, старе кладовище                                 | 1645            | Наказ управління культури Тернопільської обласної державної адміністрації від 18.10.2005 р. № 112 |
| 3  | Пам’ятний знак воїнам-землякам, які загинули в роки Другої світової війни | 1968 р. | с. Борщівка                                                  | 280             | Рішення виконкому Тернопільської обласної ради від 22.03.1971 р. № 147                            |
| 4  | Партизанська стоянка                                                      | 1983 р. | с. Борщівка „Чорний ліс”                                     | 1073            | Рішення виконкому Тернопільської обласної ради від 29.01.1988 р. № 32                             |
| 5  | Пам’ятний знак Горошку Я. П.                                              | 1999 р. | с. Борщівка, СШ                                              | 1646            | Наказ управління культури Тернопільської обласної державної адміністрації від 18.10.2005 р. № 112 |
| 6  | Пам’ятний знак воїнам-землякам, які загинули в роки Другої світової війни | 1971 р. | с. Великі Кусківці, вул. Нова, навпроти сільської бібліотеки | 708             | Рішення виконкому Тернопільської обласної ради від 22.03.1971 р. № 147                            |
| 7  | Пам’ятний знак воїнам-землякам, які загинули в роки Другої світової війни | 1973 р. | с. Нападівка, вул. Фольварочного                             | 733             | Рішення виконкому Тернопільської обласної ради від 12.06.1978 р. № 286                            |
| 8  | Пам’ятний знак воїнам-землякам, які загинули в роки Другої світової війни | 1969 р. | с. Передмірка, біля церкви св. Параскеви та сільської ради   | 734             | Рішення виконкому Тернопільської обласної ради від 22.03.1971 р. № 147                            |
| 9  | Братська могила воїнів Української Повстанської Армії                     |         | с. Синівці, кладовище                                        | 1658            | Наказ управління культури Тернопільської обласної державної адміністрації від 18.10.2005 р. № 112 |
| 10 | Пам’ятний знак воїнам-землякам, які загинули в роки Другої світової війни | 1977 р. | с. Синівці, вул. Незалежності                                | 947             | Рішення виконкому Тернопільської обласної ради від 12.06.1978 р. № 286                            |
| 11 | Пам’ятний знак воїнам-землякам, які загинули в роки Другої світової війни | 1967 р. | с. Снігурівка                                                | 447             | Рішення виконкому Тернопільської обласної ради від 22.03.1971 р. № 147                            |
| 12 | Могила воїна Радянської армії Бочка І. М.                                 |         | с. Снігурівка, кладовище                                     | 1659            | Наказ управління культури Тернопільської обласної державної адміністрації від 18.10.2005 р. № 112 |
| 13 | Могила воїна Радянської армії                                             |         | с. Чайчинці                                                  | 1661            | Наказ управління культури Тернопільської обласної державної адміністрації від 18.10.2005 р. № 112 |
| 14 | Пам’ятний знак воїнам-землякам, які загинули в роки Другої світової війни | 1970 р. | с. Чайчинці                                                  | 1076            | Рішення виконкому Тернопільської обласної ради від 22.03.1971 р. № 147                            |
| 15 | Могила воїнів Української Повстанської Армії (8 чол.)                     |         | с. Чайчинці, кладовище                                       | 1662            | Наказ управління культури Тернопільської обласної державної адміністрації від 18.10.2005 р. № 112 |
| 16 | Пам’ятний знак воїнам-землякам, які загинули в роки Другої світової війни | 1966 р. | с. Піщатинці                                                 | 661             | Рішення виконкому Тернопільської обласної ради від 22.03.1971 р. № 147                            |